# Lepus brachyurus
Lepus brachyurus е вид бозайник от семейство Зайцови (Leporidae).

## Разпространение
Видът е разпространен в Япония (Кюшу, Хоншу и Шикоку).